# Свободный сокол (завод)
«Свобо́дный со́кол» (полное название ООО «Липецкая трубная компания „Свободный сокол“») — российский металлургический завод.
Один из основных предприятий города Липецка.

## История
28 января 1899 года было создано бельгийское акционерное общество — «Тамбовское анонимное горно-металлургическое общество». Тогда же в Липецке (на месте города Сокольска) началось строительство Сокольского металлургического завода. После того как 10 октября 1900 года были сданы первые две доменные печи, завод заработал.
После национализации в 1918 году заводчане решили переименовать своё предприятие. С января 1923 года на рабочем собрании Сокольский завод стал заводом «Свободный сокол».
7 ноября 1934 года отлита первая чугунная водопроводная труба в труболитейном цехе № 1. С тех пор по сей день «Свободный сокол» специализируется на производстве труб.
Вдоль территории завода проходит железнодорожная линия Грязи — Елец, специально для завода. На ней построили станцию Чугун-1.
В декабре 2008 года ЛМЗ «Свободный сокол» грозил технический дефолт . Весной 2009 году было разрушено большая часть оборудование производственных цехов, исключая доменные (которые частично продолжают свою работу), демонтировано, а сами цеха, включая исторические, были снесены. 13 мая 2013 года арбитражный суд Липецкой области признал липецкий металлургический завод «Свободный сокол» банкротом.
С 2013 года Липецкая трубная компания «Свободный сокол» изготавливает трубы и фасонные части из высокопрочного чугуна с шаровидным графитом. На сегодняшний день входит в перечень системообразующих организаций и является ведущим производителем в России и странах СНГ труб и фасонных частей к ним из высокопрочного чугуна с шаровидным графитом (ВЧШГ) Ду от 80 до 1000 мм, а также крупнейшим поставщиком трубной продукции для сектора питьевого водоснабжения и водоотведения.

## Памятники
Несколько корпусов завода, которые были построены в конце XIX — начале XX века, имеют статус .

## Сегодняшнее состояние
Липецкая трубная компания "Свободный сокол" производит трубы и фасонные части из высокопрочного чугуна с шаровидным графитом. В настоящее время предприятие входит в перечень системообразующих организаций и является единственным в России и на территории СНГ производителем уникальных труб и фасонных частей из ВЧШГ для сектора питьевого водоснабжения и водоотведения.
В 2019-2020 годах в отношении компании ЛТК «Свободный сокол» была предпринята попытка рейдерского захвата. Это было сделано путем незаконного возбуждения уголовных дел и прямого вымогательства у руководства завода.
Благодаря активным действиям компании, вмешательству Генеральной прокуратуры России и правозащитных организаций, справедливость была восстановлена.
В состав предприятия входят семь цехов и производств с развитой инфраструктурой. Оно рассчитано на ежегодное производство 300 тысяч тонн труб и соединительных фасонных частей из высокопрочного чугуна с широким спектром соединений и покрытий.
Компания имеет широкую дилерскую сеть практически во всех регионах России, а также в странах СНГ и осуществляет поставки за рубеж в Европу и Азию.
Трубы диаметром от 80 до 1000 мм изготавливаются методом центробежного литья и имеют несколько видов раструбных соединений, включая замковые соединения. Эти виды соединений (RJ и RJS) способны выдерживать значительные нагрузки, связанные с диаметральным прогибом, так как соединение не является жёстким и угол осевого отклонения может достигать 5 градусов. При этом сохраняется полная герметичность. Кроме того, данные виды замковых соединений могут успешно применяться в бестраншейных методах прокладки.
Вся продукция имеет цементно-песчаное покрытие внутри труб, что позволяет сохранять хорошие гидравлические свойства трубопровода. Снаружи трубы покрыты слоем металлического цинка и уникора. 
Доля предприятия на российском рынке труб для инженерных коммуникаций составляет 25%. 